# 宝能集团
宝能集团，全称深圳市宝能投资集团有限公司，是中华人民共和国的一家综合企业，创始人为姚振华，业务覆盖物业开发、金融、现代物流、科技园区、医疗健康等，旗下企业统称为宝能系。2021年，由于宝能集团大量投资房地产、汽车、物流等领域，加上旗下信托及理财产品相继逾期暴雷，宝能集团陷入经营危机。

## 历史

### 初创阶段
宝能集团的前身为1995年由姚振华创办的深圳市新保康蔬菜实业有限公司，最初从事蔬菜生意。成立后的3年内，新保康在深圳开设十余家蔬菜商超，更于1996-1998年连续三年在深圳多处拿下土地。2000年，成立“深圳市新保康实业发展有限公司”，并于同年推出首个楼盘中港城，正式投入房地产业。
2003年，宝能集团宣布投资彼时正计划上市的深业物流，最高时持股比例达40%。2006年，深业物流进行分拆，最终宝能取得了深业物流品牌的使用权。2005年，宝能投资的宝能太古城取得初步发展成功。

### 全国发展与转型投资
2009年起，宝能集团将业务范围扩大至全国，在华南、华北、东北、西北等30多个重点城市均有项目。据2012年的一份资料显示，宝能在全国范围内直接、间接的土地储备已超过2000万平方米。2012年，宝能集团发起成立前海人寿，作为宝能系的金融平台。前海人寿51%股权由钜盛华持有，而钜盛华则有67.4%的股权被宝能集团所持。
2015年，宝能系的前海人寿宣布买入万科A股股份，此后一度成为万科第一大股东，被业界称为“万宝之争”，这一争议直至2017年深圳市地铁集团入股万科成为第一大股东得以结束。另外宝能集团还一度成为格力电器大股东，其后遭到董明珠的批评，认为宝能集团是“中国制造的破坏者”。迫于各方压力，宝能在2016年底逐步退出格力电器。
2017年10月，宝能集团与杭州富阳区政府签订项目合作框架协议，就年产30万辆新能源汽车项目达成落户意向，标志着宝能进入汽车业。同年12月，宝能集团以66.3亿元收购观致汽车51%的股份，成为其控股股东。宝能接手观致初期，销量出现上升态势。同月，宝能集团在广州投资的300亿新能源汽车产业园动工。2019年，宝能集团再度以15.6亿元收购观致汽车12%股份，持股比例增至63%。但在2019年至2021年，观致汽车年销量从2.27万辆下滑至5200辆。
2017年4月，成立宝能百货零售有限公司，进入零售领域，并计划推出万麦便利店、“悠宝利”精选超市和“东市西市”仓储式会员店三大业态。2020年又设立社区生鲜连锁店“宝能生鲜”，截至2020年底门店超过1000家，在全国100多个城市设有中心仓，并在2020年10月31日创下了403家社区店单日同开的行业纪录。不过宝能生鲜的经营与管理问题也引来了批评。

### 经营危机
宝能集团在2020年上半年即发生危机，据长城资产披露，2020年上半年，其客户宝能汽车的子公司前海锐致在实施产业并购过程中出现了暂时的流动性问题，导致一笔16亿元的借款逾期。此后因长城资产出资收购该不良资产，宝能的流动性压力暂时缓解。
2021年初，宝能集团开始传出裁员、欠薪、停缴社保、拖欠供应商货款等消息，主要集中在急速扩张而未能盈利的宝能生鲜和宝能汽车板块，外界认为，宝能集团经营上存在风险。而欠薪问题后来蔓延到其它业务板块，集团员工也出现了20%的裁减。深圳市罗湖区人力资源局2021年以来对宝能集团发布多份处罚决定书，事由均是宝能集团未依法及时足额支付员工欠薪，且经劳动保障部门责令改正逾期未改正。此前在2019年，宝能集团董事长姚振华要求宝能集团“自我变革”，提出了“制造宝能、科技宝能、民生宝能”战略，但进展却并不顺利。2021年6月30日，大公国际在对宝能旗下投资控股平台钜盛华及相关债券的跟踪评级报告中，将钜盛华主体的评级展望由“稳定”调整为“列入信用观察名单”。而在债务压力下，宝能集团已经出现实质性债务违约。宝能旗下钜盛华于8月20日公告称，宝能集团已就延期偿还方案与投资人及民生信托初步达成一致，后续将通过处置部分资产、战略聚焦减少开支等方案落实偿债资金，预计于2021年末前完成相关理财产品及信托计划的全部偿付。进入10月，宝能系企业债务状况进一步恶化。根据旗下企业中炬高新公告，宝能系公布了解决流动性危机的方案。一是加快出售广东佛山、浙江绍兴等6个项目，第四季度预计回款47.92亿元；另外姚振华已将深圳宝能中心、物流园资产、前海项目等8宗资产公开出售，涉及土地、旧改、金融企业股权及商业综合体，预计3到4个月内，完成回款约200亿元。
2022年3月17日，广州市中级人民法院在一条送达公告中称，该院受理了广州银行股份有限公司开发区支行（原告）与被告姚振华、广州宝时物流有限公司、宝能集团、钜盛华的金融借款合同纠纷一案，公告称姚振华“下落不明”，向姚振华公告送达相关的民事起诉状副本、证据材料、应诉通知书等。3月22日，宝能集团回应消息不实，并披露了3月21日姚振华现场检查宝能汽车深圳工厂的消息；法院官网也删除了公告。而宝能系旗下的观致汽车也出现了维权现象。2022年5月，山东省汽车流通协会发文表示，由于济南地区观致汽车直营店停业，厂方服务电话也已经注销，该协会将宝能观致汽车品牌列入消费黑名单，并发出消费警示。5月11日，宝能回应称，总部已由深业物流大厦搬至深圳宝能中心，强调“人去楼空”是个误会。而其他地方的观致4S店基本处于甩卖车辆或关停状态，大批经销商已撤出，少数经销商则在计划退网。另外在2022年4月，宝能汽车在昆明建立的两个投资项目因逾期2年未开工建设而被政府移除投资备案信息。同年底，常熟主管部门也对观致汽车发起警示。
2023年以来，宝能系旗下部分资产被拍卖，其中包括深圳宝能城花园数十套房产以及所持中炬高新部分股权。同年4月，宝能汽车因欠租、欠货款、欠二网保证金、欠薪、社保、住房公积金断缴等问题持续爆发，导致全国仅存7家直营门店（均为自有物业）；同时旗下的观致7所在工信部公告过期，大批已购车辆被扣无法上牌，致使宝能汽车整体业务处于停滞状态，仅有126人在职。而宝能汽车西安基地被当地规划部门要求交回不动产权证书，后因未在规定期限内交回而宣告注销。截至2023年7月18日，宝能集团合计被执行金额超417亿元人民币，姚振华则被限制高消费。7月31日，姚振华在园区被欠薪员工袭击，一度被打倒在地。宝能集团随后回应表示，集团全体同仁强烈谴责暴力袭击事件，已采取相应法律行动，并采取必要措施，确保全体干部员工人身安全，及企业正常经营。8月15日，姚振华所持宝能集团3亿元股权被法院冻结。

## 业务板块
宝能集团业务覆盖物业开发、金融、现代物流、科技园区、医疗健康、汽车等领域，同时投资了多个上市公司。

### 地产开发
2016年以来，宝能集团的地产开发业务拥有两大平台，一个是姚振华胞弟姚建辉掌控的宝能控股，另一个是姚振华在2016年新成立的，主打产业地产的宝能城发。宝能集团在中国大陆多地开发有宝能城，另有深圳宝能中心、宝能公馆等多个项目，截至2017年6月30日，宝能地产有在建、建成项目31个，其中14个在一线城市，12个在二线城市；宝能城发集团则开发有20多个项目。此外，由姚建辉掌控的港股上市企业新体育集团也更名为宝新置地，隶属于宝能系。2018年7月，宝能地产筹备上市。根据计划，宝能地产在引入战略投资完成后，在2019年底之前向证监会递交申报材料，于2020—2021年左右完成上市。此外，宝能海外主体公司宝能国际集团也计划在2018年后，择机在香港IPO或借壳上市。但上市计划因经营危机而中断。
姚振华曾在2018年为宝能地产提出了400亿元的销售目标，但该目标并没有完成。2016-2018年，宝能地产的销售额分别为142亿、119亿、66.6亿，呈现一路下滑的态势。根据克尔瑞研究中心发布的2019上半年房企销售TOP200排行榜中，宝能以41.4亿排名第167位。

### 金融与对外投资
宝能集团旗下前海人寿是宝能系的金融平台，而钜盛华是宝能系中重要的融资平台。前海人寿成立后，先后投资过多家上市公司，并成为前十大股东之一，包括南宁百货、南玻A、中炬高新、韶能股份、合肥百货、天虹商场、大商股份、广百股份、百联股份、翠微股份等，2016年底宝能系先后从部分上市公司撤资，后在2018年参股重庆百货。据相关报道，宝能系先后出现在超120家上市公司的前十大股东名单之中，上述公司所处行业遍布地产、物流、零售、食品、医药等领域。

### 汽车产业
自2017年起，宝能集团先后在广州、西安、昆明、杭州等地投资汽车项目，另外包括收购前已投产的江苏常熟观致制造基地（2017年底收购）、深圳宝能汽车制造基地（2020年收购，原长安PSA）。2021年又收购安徽猎豹汽车。根据规划，宝能汽车在全国计划建设8个生产基地，工厂全部建成后，将拥有高达330万辆的汽车产能。姚振华曾提出加快建设“BAO品牌、观致品牌、经济型品牌（悠宝利）”的品牌矩阵，尽早量产上市GX16、观致5REV、观致3REV、AM00、C21等车型。但实际上，宝能汽车产品研发上产出甚少。在收购观致汽车后，宝能汽车仅推出一款新车型观致7。而定位小型电动车的悠宝利品牌计划推出A3车型，将在宝能汽车集团西安基地等生产基地全面量产，并计划于2023年一季度交付市场。但悠宝利A3并未如期交付，宝能在多地建设的汽车工厂也被政府部门回收。

### 零售与物流业务
宝能集团规划的零售业务形态包括万麦便利店、“悠宝利”精选超市、“东市西市”仓储式会员店、社区生鲜连锁店“宝能生鲜”等，另有宝能易购在线购物平台、宝能生鲜同城到家电商平台。截至2020年底，“宝能生鲜”门店超过1000家，在全国100多个城市设有中心仓，并在2020年10月31日创下了403家社区店单日同开的行业纪录。2021年计划新开5000家社区生鲜门店，并计划在江西、广西、深圳、合肥等地推出万麦会员制折扣店。集团在广州、深圳、贵州、昆明等30多个城市布局1500万平方米的智能冷仓、1500万平方米智能干仓。2020年底，宝能集团宣布成立食品集团和通信公司。根据规划，宝能食品集团与新零售业务在全国主要产区自建食品基地，形成从田头到餐桌的食品供应链。而通信公司则计划运营手机业务。

## 争议事件

### 与万科的股权争夺
2015年7月10日，宝能系的前海人寿宣布买入万科A股股份，持股占比首达5%。截至2015年12月，宝能在万科的持股比例上升至20.01%，成为第一大股东。这一事件被业界称为“万宝之争”。12月17日，万科创始人王石在北京召开的一次会议上发表的内部讲话表示不欢迎宝能系成第一大股东，认为宝能系“信用不够”。翌日宝能集团回应称“最终决定万科归属要靠市场力量”，但不久后安邦保险宣布增持万科股份，自此宝能安邦合计持股超30%。
2016年3月13日，万科发布公告，公司将以发行新股购买深圳市地铁集团有限公司下属公司全部或部分股权。6月17日，在万科董事会“关于通过增发股份引入深圳地铁重组预案投票”中，共有7人支持，3人反对（均由华润投出），1票弃权。华润集团表示，已经向万科发送律师函，引入深铁重组方案是否通过尚无定论，华润的律师坚称投票结果无效。6月23日，宝能系旗下钜盛华、前海人寿发表声明，反对万科重组预案。华润也紧跟发布声明，再次反对万科重组。6月26日，万科表示已收到钜盛华和前海人寿向公司发出的“关于提请万科企业股份有限公司董事会召开2016年第二次临时股东大会的通知”，提请罢免公司董事。7月6日，宝能系的钜盛华及其一致行动人前海人寿在万科的累计持股占比达25%。而后在7月19日，万科向中国证监会、证券投资基金业协会、深交所、证监会深圳监管局提交《关于提请查处钜盛华及其控制的相关资管计划违法违规行为的报告》，强调钜盛华、前海人寿的行为对万科的正常经营、业务发展造成不利影响。但其报告内容未经证监会非指定媒体透露，深交所为此向万科发布监管函。另外钜盛华经深交所多次督促，仍未按要求上交股份权益变动书，也向该公司发布监管函。
2017年1月12日，万科宣布，华润股份及其全资子公司中润国内贸易有限公司与深圳地铁集团签署《股份转让协议》，华润股份和中润贸易拟以协议转让的方式将其合计持有的公司16.89亿股A股股份转让给深圳地铁集团。2月24日，前海人寿被中国保监会处罚，姚振华被撤销高级管理人员任职资格。3月9日，万科发布公告，将于3月24日举行董事会会议。有私募投资人士称，在宝能系遭监管部门处罚情况下，万科董事会选举会以万科管理层以及深圳地铁主导。此后万科相关人士回应，由于股东会需要公告同时还要提前召集，因此无法按期举行。
2017年6月9日，恒大集团将持有的15.53亿股万科A股股份出售予深圳地铁集团。深圳地铁集团自此成为万科最大股东，结束了万科持续两年的股权之争。6月30日，万科董事会完成换届，郁亮任董事长兼总裁，王石为名誉主席。尽管如此，截至2018年，宝能系通过9个资管计划、钜盛华和前海人寿三大渠道，在万科的持股比例仍然高达25.4%，为第二大股东。2018年1月30日，万科独董刘姝威公开发表“给证监会并刘士余主席的信”。信中称，钜盛华通过9个资产管理计划合计持有万科股份的10.34%，其中7个资产管理计划已经到期，请求证监会命令钜盛华已经到期的7个资产管理计划立即清盘，不得续期。钜盛华公司表示，相关资管计划已经签署了延长清算期补充协议，符合现行法律法规及相关规定。

### 刘姝威建议严惩宝能
2018年4月8日，万科独立董事刘姝威在微信平台“刘姝威”发文《宝能的“颜色革命”》，指责宝能动用巨额保险资金和银行资金损害实体经济；控股南玻赶走创业团队致使其业绩恶化；涉嫌独资控股前海人寿、得到浙商银行违规出资；华润置地2015年把土地出让价109亿元的地块以4亿多元转让给宝能后，后者开始大量买入万科股票，仅用半年便夺去华润第一大股东位置。刘姝威建议相关部门对宝能相关行为开展调查，依法没收其所获上市公司股份及获利，上缴国库，交全国社保基金管理。

### 中炬高新股权与控制权之争
2015年4月，宝能系旗下前海人寿宣布投资中炬高新，成为中炬高新第二大股东。此次事件被认为是宝能系与火炬系股权争夺战的开始，被业界称为“宝火之争”。至2016年成为中炬高新第一大股东，2019年3月实际控制人变更为姚振华（事实上已转为民营企业），姚振华通过中山润田间接持有中炬高新24.92%股权。
2021年8月开始，随着宝能系的债务危机，宝能系持有的中炬高新股份不断被司法拍卖，导致被动减持。截至2023年6月7日，中山润田持有的中炬高新股份仅剩7396万股，持股比例为9.42%，退居第二大股东。中山火炬集团重回第一大股东地位。
进入2023年7月，“宝火之争”进一步升级。2023年7月7日，中炬高新公告称，监事会将于24日自行召集临时股东大会。其后宝能系开始反击，宝能董事长姚振华和人力资源管理中心总经理助理秦君雪也先后赴中炬高新意图“夺权”，但均未能成功。7月24日，中炬高新2023年第一次临时股东大会在宝能系的阻挠下召开。会上，关于罢免4名董事的议案均获得通过，并选出3名“火炬系”背景董事。